# 祁阳县畜牧场
畜牧场，又名祁阳县畜牧场、十里坪农场，是中华人民共和国湖南省永州市祁阳市下辖的一个类似乡级单位。位于黎家坪镇、文明铺镇、大村甸镇交汇处。2013年时，是祁阳光县十万头瘦肉型生猪生产基地，及湖南省一级良种猪种苗繁育基地。

## 行政区划
下辖以下地区：
畜牧场虚拟社区。2015年时，根据相关内容，十里坪农场境内可能有十里坪、大湾、断塘等自然村。